# Taşbaşı, Arpaçay
Taşbaşı là một xã thuộc huyện Arpaçay, tỉnh Kars, Thổ Nhĩ Kỳ. Dân số thời điểm năm 2010 là 320 người.